# Fujifilm Trophy de 1987
Fujifilm Trophy de 1987 foi a segunda edição da competição, um evento anual de patinação artística no gelo organizado pela Deutsche Eislauf-Union. A competição foi disputada na cidade de Frankfurt am Main, Alemanha Ocidental.

## Eventos
- Individual masculino
- Individual feminino
- Duplas
- Dança no gelo

## Medalhistas
| Evento                        | Ouro                                                  | Prata                                                      | Bronze                                            |
| Individual masculino detalhes | Christopher Bowman · Estados Unidos                   | Vladimir Petrenko · União Soviética                        | Makoto Kano · Japão                               |
| Individual feminino detalhes  | Midori Ito · Japão                                    | Jill Trenary · Estados Unidos                              | Natalia Gorbenko · União Soviética                |
| Duplas detalhes               | Jill Watson · Peter Oppegard · Estados Unidos         | Laurene Collin · John Penticost · Canadá                   | Brigitte Groh · Holger Maletz · Alemanha Oriental |
| Dança no gelo detalhes        | Marina Klimova · Sergei Ponomarenko · União Soviética | Antonia Becherer · Ferdinand Becherer · Alemanha Ocidental | Michela Malingambi · Andrea Gilardi · Itália      |

## Resultados

### Individual masculino
| Pos.              | Nome               | Nacionalidade   |
| ----------------- | ------------------ | --------------- |
| Medalha de ouro   | Christopher Bowman | Estados Unidos  |
| Medalha de prata  | Vladimir Petrenko  | União Soviética |
| Medalha de bronze | Makoto Kano        | Japão           |
| 4                 |                    |                 |
| 5                 |                    |                 |
| 6                 | Norm Proft         | Canadá          |
| ...               |                    |                 |

### Individual feminino
| Pos.              | Nome             | Nacionalidade   |
| ----------------- | ---------------- | --------------- |
| Medalha de ouro   | Midori Ito       | Japão           |
| Medalha de prata  | Jill Trenaryn    | Estados Unidos  |
| Medalha de bronze | Natalia Gorbenko | União Soviética |
| 4                 |                  |                 |
| 5                 |                  |                 |
| 6                 | Josée Arseneault | Canadá          |
| ...               |                  |                 |

### Duplas
| Pos.              | Nome                            | Nacionalidade     |
| ----------------- | ------------------------------- | ----------------- |
| Medalha de ouro   | Jill Watson / Peter Oppegard    | Estados Unidos    |
| Medalha de prata  | Laurene Collin / John Penticost | Canadá            |
| Medalha de bronze | Brigitte Groh / Holger Maletz   | Alemanha Oriental |
| ...               |                                 |                   |

### Dança no gelo
| Pos.              | Nome                                  | Nacionalidade      |
| ----------------- | ------------------------------------- | ------------------ |
| Medalha de ouro   | Marina Klimova / Sergei Ponomarenko   | União Soviética    |
| Medalha de prata  | Antonia Becherer / Ferdinand Becherer | Alemanha Ocidental |
| Medalha de bronze | Michela Malingambi / Andrea Gilardi   | Itália             |
| ...               |                                       |                    |

## Quadro de medalhas
| Ordem | País               | Medalha de ouro | Medalha de prata | Medalha de bronze |    | Ordem por total |
| ----- | ------------------ | --------------- | ---------------- | ----------------- | -- | --------------- |
| 1     | Estados Unidos     | 2               | 1                |                   | 3  | 1               |
| 2     | União Soviética    | 1               | 1                | 1                 | 3  | 1               |
| 3     | Japão              | 1               |                  | 1                 | 2  | 3               |
| 4     | Alemanha Ocidental |                 | 1                |                   | 1  | 4               |
| 4     | Canadá             |                 | 1                |                   | 1  | 4               |
| 6     | Alemanha Oriental  |                 |                  | 1                 | 1  | 4               |
| 6     | Itália             |                 |                  | 1                 | 1  | 4               |
| TOTAL | TOTAL              | 4               | 4                | 4                 | 12 | —               |